# Shin Che-bon
Shin Che-bon (Tokio, 27 september 1971) is een voormalig Noord-Koreaans voetballer.

## Carrière
Shin Je-bon speelde tussen 1992 en 1995 voor JEF United Ichihara.